# سیارک ۲۷۷۷
سیارک ۲۷۷۷ (به انگلیسی: 2777 Shukshin، نامگذاری:1979SY11) دو هزار و هفتصد و هفتاد و هفتمین سیارک کشف شده‌است که در ۲۴ سپتامبر ۱۹۷۹ کشف شد.
قدر مطلق سیارک برابر ۱۳٫۱۰ است.